# Lista posiadaczy WWE Hardcore Championship

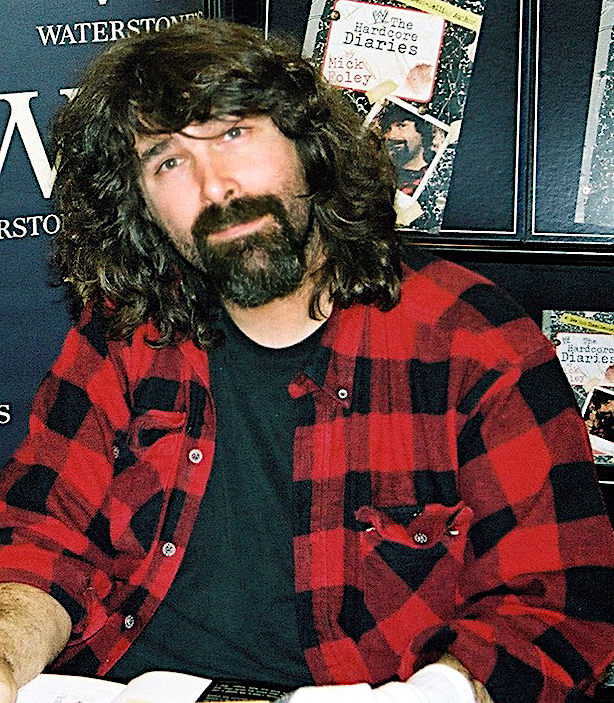
Mick Foley, który walczył jako "Mankind", został pierwszym WWE Hardcore Championem.

WWE Hardcore Championship było tytułem mistrzowskim profesjonalnego wrestlingu promowanym przez federację World Wrestling Entertainment (poprzednio znaną jako World Wrestling Federation przed majem 2002). Tytuł był broniony jedynie na "hardcore'owych" zasadach i mógł być zdobywany przez pojedynczych wrestlerów. Został on przedstawiony 2 listopada 1998 na Raw is War, gdzie Vince McMahon podarował Mankindowi tytuł. W 2000, WWF wprowadziło "24/7 rule", gdzie tytuł mógł być broniony gdziekolwiek i kiedykolwiek, dopóki wokół znajduje się sędzia, przez co tytuł mógł zmieniać właściciela nawet 10 razy podczas jednej gali; reguła ta została wycofana w 2002. 26 sierpnia 2002 na Raw, WWE Intercontinental Champion Rob Van Dam pokonał WWE Hardcore Championa Tommy’ego Dreamera i zunifikował oba tytuły, dezaktywując Hardcore Championship. Tytuł został reaktywowany tylko w dwóch przypadkach, lecz WWE nie zaliczało już kolejnych nowych posiadaczy. 23 czerwca 2003 na Raw, Mick Foley (który był pierwszym mistrzem jako Mankind) otrzymał WWE Hardcore Championship od Generalnego Menadżera Raw Steve’a Austina za zasługi w hardcore wrestlingu. Edge i Foley uznali siebie za współwłaścicieli mistrzostwa w 2006 w storyline z federacją Extreme Championship Wrestling.
Łącznie było 229 posiadań wśród 52 wrestlerów, gdzie wygrywali w Stanach Zjednoczonych, Kanadzie, Anglii, Niemczech i Szkocji. Raven posiadał tytuł rekordowo 27 razy. Czwarte panowanie Big Boss Mana było najdłuższym i trwało 97 dni. Steve Blackman miał łącznie najdłużej pas, 172 dni wśród sześciu panowań. Przez "24/7 rule", kilku wrestlerów miało tytuł mniej niż jeden dzień i przez to trudno jest określić kto miał najkrótsze panowanie. Każdorazowo tytuł był zdobywany na galach pay-per-view, house showach (małych nietelewizyjnych eventach) i tygodniówkach.

## Historia tytułu

### Nazwy
| Nazwa                     | Lata                           |
| ------------------------- | ------------------------------ |
| WWF Hardcore Championship | 2 listopada 1998 – 5 maja 2002 |
| WWE Hardcore Championship | 6 maja 2002 – 26 sierpnia 2002 |

### Panowania
| Panowanie | Numer panowania przez danego mistrza w liście |
| Miejsce   | Miasto, w którym tytuł został zdobyty         |
| Gala      | Gala, na której mistrz zdobył tytuł           |

| Nr. | Mistrz               | Panowanie | Data                      | Dni   | Miejsce                          | Gala                                        | Notki |
| --- | -------------------- | --------- | ------------------------- | ----- | -------------------------------- | ------------------------------------------- | --- |
| 1   | Mankind              | 1         | 2 listopada 1998(dts)     | 28    | Houston, Texas                   | Raw is War                                  | Vince McMahon podarował Mankindowi tytuł. |
| 2   | Big Boss Man         | 1         | 30 listopada 1998(dts)    | 15    | Baltimore, Maryland              | Raw is War                                  | Był to ladder match. |
| 3   | Road Dogg            | 1         | 15 grudnia 1998(dts)      | 48-69 | Spokane, Washington              | Raw is War                                  | Wyemitowano 21 grudnia 1998. |
| —   | Zwakowany            | —         | Luty 1999                 |       |                                  |                                             | Road Dogg zwakował tytuł przez storyline'ową kontuzję. Dokładna data wakowania nie jest znana, dlatego jego panowanie trwało od 48 do max. 69 dni (przyjmuje się najmniejszą liczbę, czyli 48 dni). |
| 4   | Bob Holly            | 1         | 14 lutego 1999(dts)       | 29    | Memphis, Tennessee               | St. Valentine's Day Massacre: In Your House | Pokonał Al Snowa zdobywając zwakowany tytuł. |
| 5   | Billy Gunn           | 1         | 15 marca 1999(dts)        | 13    | San Jose, California             | Raw is War                                  | |
| 6   | Hardcore Holly       | 2         | 28 marca 1999(dts)        | 28    | Philadelphia, Pennsylvania       | WrestleMania XV                             | Był to triple threat match w którym brał również udział Al Snow. |
| 7   | Al Snow              | 1         | 25 kwietnia 1999(dts)     | 91    | Providence, Rhode Island         | Backlash: In Your House                     | |
| 8   | Big Boss Man         | 2         | 25 lipca 1999(dts)        | 28    | Buffalo, New York                | Fully Loaded                                | |
| 9   | Al Snow              | 2         | 22 sierpnia 1999(dts)     | 2     | Minneapolis, Minnesota           | SummerSlam                                  | |
| 10  | Big Boss Man         | 3         | 24 sierpnia 1999(dts)     | 14    | Kansas City, Missouri            | SmackDown!                                  | Wyemitowano 26 sierpnia 1999. |
| 11  | The British Bulldog  | 1         | 7 września 1999(dts)      | 0     | Albany, New York                 | SmackDown!                                  | Wyemitowano 9 września 1999. |
| 12  | Al Snow              | 3         | 7 września 1999(dts)      | 35    | Albany, New York                 | SmackDown!                                  | The British Bulldog podarował tytuł Al Snowowi. Wyemitowano 9 września 1999. |
| 13  | Big Boss Man         | 4         | 12 października 1999(dts) | 97    | Birmingham, Alabama              | SmackDown!                                  | Był to triple threat match w którym brał również udział Big Show. Wyemitowano 14 października 1999.                                                                                                 |
| 14  | Test                 | 1         | 17 stycznia 2000(dts)     | 36    | New Haven, Connecticut           | Raw is War                                  | |
| 15  | Crash Holly          | 1         | 24 lutego 2000(dts)       | 20    | Nashville, Tennessee             | SmackDown!                                  | Zasada 24/7 została dodana; mistrzostwo mogło być bronione kiedykolwiek i gdziekolwiek, o ile w pobliżu jest sędzia. Wyemitowano 24 lutego 2000.                                                    |
| 16  | Pete Gas             | 1         | 13 marca 2000(dts)        | 0     | Newark, New Jersey               | Raw is War                                  | Wygrał na Lotnisku Newark. Była to pierwsza zmiana mistrza pod zasadą 24/7. |
| 17  | Crash Holly          | 2         | 13 marca 2000(dts)        | 20    | Newark, New Jersey               | Raw is War                                  | Wygrał na Lotnisku Newark. |
| 18  | Tazz                 | 1         | 2 kwietnia 2000(dts)      | 0     | Anaheim, California              | WrestleMania 2000                           | Wygrał podczas hardcore battle royalu. |
| 19  | Viscera              | 1         | 2 kwietnia 2000(dts)      | 0     | Anaheim, California              | WrestleMania 2000                           | Wygrał podczas hardcore battle royalu. |
| 20  | Funaki               | 1         | 2 kwietnia 2000(dts)      | 0     | Anaheim, California              | WrestleMania 2000                           | Wygrał podczas hardcore battle royalu. |
| 21  | Rodney               | 1         | 2 kwietnia 2000(dts)      | 0     | Anaheim, California              | WrestleMania 2000                           | Wygrał podczas hardcore battle royalu. |
| 22  | Joey Abs             | 1         | 2 kwietnia 2000(dts)      | 0     | Anaheim, California              | WrestleMania 2000                           | Wygrał podczas hardcore battle royalu. |
| 23  | Thrasher             | 1         | 2 kwietnia 2000(dts)      | 0     | Anaheim, California              | WrestleMania 2000                           | Wygrał podczas hardcore battle royalu. |
| 24  | Pete Gas             | 2         | 2 kwietnia 2000(dts)      | 0     | Anaheim, California              | WrestleMania 2000                           | Wygrał podczas hardcore battle royalu. |
| 25  | Tazz                 | 2         | 2 kwietnia 2000(dts)      | 0     | Anaheim, California              | WrestleMania 2000                           | Wygrał podczas hardcore battle royalu. |
| 26  | Crash Holly          | 3         | 2 kwietnia 2000(dts)      | 0     | Anaheim, California              | WrestleMania 2000                           | Wygrał podczas hardcore battle royalu. |
| 27  | Hardcore Holly       | 3         | 2 kwietnia 2000(dts)      | 1     | Anaheim, California              | WrestleMania 2000                           | Wygrał podczas hardcore battle royalu. |
| 28  | Crash Holly          | 4         | 3 kwietnia 2000(dts)      | 8     | Los Angeles, California          | Raw is War                                  | |
| 29  | Perry Saturn         | 1         | 11 kwietnia 2000(dts)     | 0     | Tampa, Florida                   | SmackDown!                                  | Wyemitowano 13 kwietnia 2000. |
| 30  | Tazz                 | 3         | 11 kwietnia 2000(dts)     | 0     | Tampa, Florida                   | SmackDown!                                  | Wyemitowano 13 kwietnia 2000. |
| 31  | Crash Holly          | 5         | 11 kwietnia 2000(dts)     | 13    | Tampa, Florida                   | SmackDown!                                  | Wyemitowano 13 kwietnia 2000. |
| 32  | Matt Hardy           | 1         | 24 kwietnia 2000(dts)     | 1     | Raleigh, North Carolina          | Raw is War                                  | |
| 33  | Crash Holly          | 6         | 25 kwietnia 2000(dts)     | 11    | Charlotte, North Carolina        | SmackDown!                                  | Przypiął Matta Hardy’ego podczas obrony przeciwko Jeffowi Hardy'emu. Wyemitowano 27 kwietnia 2000.                                                                                                  |
| 34  | The British Bulldog  | 2         | 6 maja 2000(dts)          | 3     | London, England                  | Insurrextion                                | |
| 35  | Crash Holly          | 7         | 9 maja 2000(dts)          | 6     | New Haven, Connecticut           | SmackDown!                                  | Przypiął The British Bulldoga podczas obrony przeciwko Hardcore Holly'emu. Wemitowano 11 maja 2000.                                                                                                 |
| 36  | Godfather's Ho       | 1         | 15 maja 2000(dts)         | 0     | Cleveland, Ohio                  | Raw is War                                  | Przypięła Crasha Holly’ego podczas obrony przeciwko The Godfatherowi. |
| 37  | Crash Holly          | 8         | 15 maja 2000(dts)         | 1     | Cleveland, Ohio                  | Raw is War                                  | Przypiął The Godfather's Ho w tej samej walce. |
| 38  | Gerald Brisco        | 1         | 16 maja 2000(dts)         | 27    | Detroit, Michigan                | SmackDown!                                  | Przypiął śpiącego Crasha Holly’ego na backstage’u. Wyemitowano 18 maja 2000. |
| 39  | Crash Holly          | 9         | 12 czerwca 2000(dts)      | 7     | St. Louis, Missouri              | Raw is War                                  | |
| 40  | Gerald Brisco        | 2         | 19 czerwca 2000(dts)      | 0     | Nashville, Tennessee             | Raw is War                                  | Przypiął Crasha Holly’ego podczas obrony przeciwko Hardcore Holly'emu. |
| 41  | Pat Patterson        | 1         | 19 czerwca 2000(dts)      | 6     | Nashville, Tennessee             | Raw is War                                  | Przypiął Geralda Brisco na backstage’u. |
| 42  | Crash Holly          | 10        | 25 czerwca 2000(dts)      | 2     | Boston, Massachusetts            | King of the Ring                            | Przypiął Pata Pattersona podczas obrony przeciwko Geraldowi Brisco w hardcore evening gown matchu.                                                                                                  |
| 43  | Steve Blackman       | 1         | 27 czerwca 2000(dts)      | 5     | Hartford, Connecticut            | SmackDown!                                  | Przypiął Crasha Holly’ego podczas obrony przeciwko Al Snowowi. Wyemitowano 29 czerwca 2000. |
| 44  | Crash Holly          | 11        | 2 lipca 2000(dts)         | 0     | Tampa, Florida                   | House show                                  | |
| 45  | Steve Blackman       | 2         | 2 lipca 2000(dts)         | 50    | Tampa, Florida                   | House show                                  | |
| 46  | Shane McMahon        | 1         | 21 sierpnia 2000(dts)     | 6     | Lafayette, Louisiana             | Raw is War                                  | Przypiął Blackmana podczas obrony przeciwko Testowi. Komisarz WWF Mick Foley zawiesił zasadę 24/7 na okres od 24 do 27 sierpnia podczas panowania Shane'a.                                          |
| 47  | Steve Blackman       | 3         | 27 sierpnia 2000(dts)     | 28    | Raleigh, North Carolina          | SummerSlam                                  | |
| 48  | Crash Holly          | 12        | 24 września 2000(dts)     | 0     | Philadelphia, Pennsylvania       | Unforgiven                                  | Wygrał podczas 6-osobowego hardcore battle royalu. |
| 49  | Perry Saturn         | 2         | 24 września 2000(dts)     | 0     | Philadelphia, Pennsylvania       | Unforgiven                                  | Wygrał podczas 6-osobowego hardcore battle royalu. |
| 50  | Steve Blackman       | 4         | 24 września 2000(dts)     | 89    | Philadelphia, Pennsylvania       | Unforgiven                                  | Wygrał podczas 6-osobowego hardcore battle royalu. |
| 51  | Raven                | 1         | 22 grudnia 2000(dts)      | 31    | Chattanooga, Tennessee           | Raw is War                                  | The title changed hands after a successful defense in a triple threat hardcore match also involving Hardcore Holly.                                                                                 |
| 52  | Al Snow              | 4         | 22 stycznia 2001(dts)     | 0     | Lafayette, Louisiana             | Raw is War                                  | [ 7 ] |
| 53  | Raven                | 2         | 22 stycznia 2001(dts)     | 12    | Lafayette, Louisiana             | Raw is War                                  | [ 7 ] |
| 54  | K-Kwik               | 1         | 3 lutego 2001(dts)        | 0     | Greensboro, North Carolina       | House show                                  | |
| 55  | Crash Holly          | 13        | 3 lutego 2001(dts)        | 0     | Greensboro, North Carolina       | House show                                  | |
| 56  | Raven                | 3         | 3 lutego 2001(dts)        | 1     | Greensboro, North Carolina       | House show                                  | |
| 57  | K-Kwik               | 2         | 4 lutego 2001(dts)        | 0     | Columbia, North Carolina         | House show                                  | |
| 58  | Crash Holly          | 14        | 4 lutego 2001(dts)        | 0     | Columbia, North Carolina         | House show                                  | |
| 59  | Raven                | 4         | 4 lutego 2001(dts)        | 2     | Columbia, North Carolina         | House show                                  | |
| 60  | Hardcore Holly       | 4         | 6 lutego 2001(dts)        | 0     | North Charleston, South Carolina | SmackDown!                                  | Wyemitowano 8 lutego 2001. |
| 61  | Raven                | 5         | 6 lutego 2001(dts)        | 4     | North Charleston, South Carolina | SmackDown!                                  | Wyemitowano 8 lutego 2001. |
| 62  | Hardcore Holly       | 5         | 10 lutego 2001(dts)       | 0     | Saint Paul, Minnesota            | House show                                  | |
| 63  | Raven                | 6         | 10 lutego 2001(dts)       | 1     | Saint Paul, Minnesota            | House show                                  | |
| 64  | Hardcore Holly       | 6         | 11 lutego 2001(dts)       | 0     | Boston, Massachusetts            | House show                                  | |
| 65  | Al Snow              | 5         | 11 lutego 2001(dts)       | 0     | Boston, Massachusetts            | House show                                  | |
| 66  | Raven                | 7         | 11 lutego 2001(dts)       | 6     | Boston, Massachusetts            | House show                                  | |
| 67  | Steve Blackman       | 5         | 17 lutego 2001(dts)       | 0     | Cedar Falls, Iowa                | House show                                  | |
| 68  | Raven                | 8         | 17 lutego 2001(dts)       | 1     | Cedar Falls, Iowa                | House show                                  | |
| 69  | Steve Blackman       | 6         | 18 lutego 2001(dts)       | 0     | Cape Girardeau, Missouri         | House show                                  | |
| 70  | Raven                | 9         | 18 lutego 2001(dts)       | 7     | Cape Girardeau, Missouri         | House show                                  | |
| 71  | Billy Gunn           | 2         | 25 lutego 2001(dts)       | 0     | Las Vegas, Nevada                | No Way Out                                  | Przypiął Ravena podczas obrony przeciwko Big Showowi. |
| 72  | Raven                | 10        | 25 lutego 2001(dts)       | 0     | Las Vegas, Nevada                | No Way Out                                  | |
| 73  | Big Show             | 1         | 25 lutego 2001(dts)       | 22    | Las Vegas, Nevada                | No Way Out                                  | |
| 74  | Raven                | 11        | 19 marca 2001(dts)        | 13    | Albany, New York                 | Raw is War                                  | Przypiął Big Showa na zapleczu. |
| 75  | Kane                 | 1         | 1 kwietnia 2001(dts)      | 16    | Houston, Texas                   | WrestleMania X-Seven                        | Był to triple threat hardcore match w którym brał również udział Big Show. |
| 76  | Rhyno                | 1         | 17 kwietnia 2001(dts)     | 34    | Nashville, Tennessee             | SmackDown!                                  | Wyemitowano 19 kwietnia 2001. |
| 77  | Big Show             | 2         | 21 maja 2001(dts)         | 7     | San Jose, California             | Raw is War                                  | |
| 78  | Chris Jericho        | 1         | 28 maja 2001(dts)         | 0     | Calgary, Alberta                 | Raw is War                                  | [ 8 ] |
| 79  | Rhyno                | 2         | 28 maja 2001(dts)         | 15    | Calgary, Alberta                 | Raw is War                                  | |
| 80  | Test                 | 2         | 12 czerwca 2001(dts)      | 13    | Baltimore, Maryland              | SmackDown!                                  | Wyemitowano 16 czerwca 2001. |
| 81  | Rhyno                | 3         | 25 czerwca 2001(dts)      | 0     | New York City, New York          | Raw is War                                  | |
| 82  | Mike Awesome         | 1         | 25 czerwca 2001(dts)      | 15    | New York City, New York          | Raw is War                                  | Przypiął Rhyno na backstage’u. |
| 83  | Jeff Hardy           | 1         | 10 lipca 2001(dts)        | 12    | Birmingham, Alabama              | SmackDown!                                  | Wyemitowano 12 lipca 2001. |
| 84  | Rob Van Dam          | 1         | 22 lipca 2001(dts)        | 22    | Cleveland, Ohio                  | Invasion                                    | |
| 85  | Jeff Hardy           | 2         | 13 sierpnia 2001(dts)     | 6     | Chicago, Illinois                | Raw is War                                  | Przypiął Roba Van Dama podczas obrony przeciwko Kurtowi Angle’owi. |
| 86  | Rob Van Dam          | 2         | 19 sierpnia 2001(dts)     | 22    | San Jose, California             | SummerSlam                                  | Był to ladder match. |
| 87  | Kurt Angle           | 1         | 10 września 2001(dts)     | 0     | San Antonio, Texas               | Raw is War                                  | |
| 88  | Rob Van Dam          | 3         | 10 września 2001(dts)     | 90    | San Antonio, Texas               | Raw is War                                  | |
| 89  | The Undertaker       | 1         | 9 grudnia 2001(dts)       | 58    | San Diego, California            | Vengeance                                   | |
| 90  | Maven                | 1         | 5 lutego 2002(dts)        | 21    | Los Angeles, California          | SmackDown!                                  | Wyemitowano 7 lutego 2002. |
| 91  | Goldust              | 1         | 26 lutego 2002(dts)       | 13    | Boston, Massachusetts            | SmackDown!                                  | Wyemitowano 28 lutego 2002. |
| 92  | Al Snow              | 6         | 11 marca 2002(dts)        | 1     | Detroit, Michigan                | Raw                                         | [ 11 ] |
| 93  | Maven                | 2         | 12 marca 2002(dts)        | 5     | Cleveland, Ohio                  | SmackDown!                                  | Wyemitowano 14 marca 2002. |
| 94  | Spike Dudley         | 1         | 17 marca 2002(dts)        | 0     | Toronto, Ontario                 | WrestleMania X8                             | Przypiął Mavena podczas obrony przeciwko Goldustowi. |
| 95  | The Hurricane        | 1         | 17 marca 2002(dts)        | 0     | Toronto, Ontario                 | WrestleMania X8                             | Przypiął Spike’a Dudleya na backstage’u. |
| 96  | Mighty Molly         | 1         | 17 marca 2002(dts)        | 0     | Toronto, Ontario                 | WrestleMania X8                             | Przypięła The Hurricane’a na backstage’u. |
| 97  | Christian            | 1         | 17 marca 2002(dts)        | 0     | Toronto, Ontario                 | WrestleMania X8                             | Przypiął Molly Holly na backstage’u. |
| 98  | Maven                | 3         | 17 marca 2002(dts)        | 9     | Toronto, Ontario                 | WrestleMania X8                             | Przypiął Christiana na backstage’u. Tytuł stał się ekskluzywny dla brandu SmackDown, gdy Maven został przeniesiony do tego brandu 25 marca 2002 na Raw.                                             |
| 99  | Raven                | 12        | 26 marca 2002(dts)        | 6     | Philadelphia, Pennsylvania       | SmackDown!                                  | Raven stał się częścią brandu Raw, przenosząc tytuł na wyłączność dla tego brandu. Wyemitowano 28 marca 2002.                                                                                       |
| 100 | Bubba Ray Dudley     | 1         | 1 kwietnia 2002(dts)      | 6     | Albany, New York                 | Raw                                         | |
| 101 | William Regal        | 1         | 6 kwietnia 2002(dts)      | 0     | Salt Lake City, Utah             | Live event                                  | |
| 102 | Goldust              | 2         | 6 kwietnia 2002(dts)      | 0     | Salt Lake City, Utah             | Live event                                  | |
| 103 | Raven                | 13        | 6 kwietnia 2002(dts)      | 0     | Salt Lake City, Utah             | Live event                                  | |
| 104 | Bubba Ray Dudley     | 2         | 6 kwietnia 2002(dts)      | 0     | Salt Lake City, Utah             | Live event                                  | |
| 105 | William Regal        | 2         | 7 kwietnia 2002(dts)      | 0     | Denver, Colorado                 | House show                                  | |
| 106 | Goldust              | 3         | 7 kwietnia 2002(dts)      | 0     | Denver, Colorado                 | House show                                  | |
| 107 | Raven                | 14        | 7 kwietnia 2002(dts)      | 0     | Denver, Colorado                 | House show                                  | |
| 108 | Bubba Ray Dudley     | 3         | 7 kwietnia 2002(dts)      | 6     | Denver, Colorado                 | House show                                  | |
| 109 | William Regal        | 3         | 12 kwietnia 2002(dts)     | 0     | Amarilla, Texas                  | House show                                  | |
| 110 | Spike Dudley         | 2         | 12 kwietnia 2002(dts)     | 0     | Amarillo, Texas                  | House show                                  | |
| 111 | Goldust              | 4         | 12 kwietnia 2002(dts)     | 6     | Amarillo, Texas                  | House show                                  | |
| 112 | Bubba Ray Dudley     | 4         | 12 kwietnia 2002(dts)     | 1     | Amarillo, Texas                  | House show                                  | |
| 113 | William Regal        | 4         | 13 kwietnia 2002(dts)     | 0     | Odessa, Texas                    | House show                                  | |
| 114 | Spike Dudley         | 2         | 13 kwietnia 2002(dts)     | 0     | Odessa, Texas                    | House show                                  | |
| 115 | Goldust              | 5         | 13 kwietnia 2002(dts)     | 0     | Odessa, Texas                    | House show                                  | |
| 116 | Bubba Ray Dudley     | 3         | 13 kwietnia 2002(dts)     | 0     | Odessa, Texas                    | House show                                  | |
| 117 | William Regal        | 5         | 14 kwietnia 2002(dts)     | 0     | Abilene, Texas                   | House show                                  | |
| 118 | Spike Dudley         | 4         | 14 kwietnia 2002(dts)     | 0     | Abilene, Texas                   | House show                                  | |
| 119 | Goldust              | 6         | 14 kwietnia 2002(dts)     | 0     | Abilene, Texas                   | House show                                  | |
| 120 | Bubba Ray Dudley     | 4         | 14 kwietnia 2002(dts)     | 1     | Abilene, Texas                   | House show                                  | |
| 121 | Raven                | 15        | 15 kwietnia 2002(dts)     | 0     | College Station, Texas           | Raw                                         | |
| 122 | Tommy Dreamer        | 1         | 15 kwietnia 2002(dts)     | 0     | College Station, Texas           | Raw                                         | |
| 123 | Steven Richards      | 1         | 15 kwietnia 2002(dts)     | 0     | College Station, Texas           | Raw                                         | |
| 124 | Bubba Ray Dudley     | 5         | 15 kwietnia 2002(dts)     | 4     | College Station, Texas           | Raw                                         | |
| 125 | Goldust              | 7         | 19 kwietnia 2002(dts)     | 0     | Uniondale, New York              | House show                                  | |
| 126 | Raven                | 16        | 19 kwietnia 2002(dts)     | 0     | Uniondale, New York              | House show                                  | |
| 127 | Bubba Ray Dudley     | 6         | 19 kwietnia 2002(dts)     | 1     | Uniondale, New York              | House show                                  | |
| 128 | Goldust              | 8         | 20 kwietnia 2002(dts)     | 0     | Des Moines, Iowa                 | House show                                  | |
| 129 | Raven                | 17        | 20 kwietnia 2002(dts)     | 0     | Des Moines, Iowa                 | House show                                  | |
| 130 | Bubba Ray Dudley     | 7         | 20 kwietnia 2002(dts)     | 9     | Des Moines, Iowa                 | House show                                  | |
| 131 | Steven Richards      | 2         | 29 kwietnia 2002(dts)     | 2     | Buffalo, New York                | Raw                                         | Przypiął Bubba Ray Dudly’ego podczas obrony przeciwko Jazz. |
| 132 | Tommy Dreamer        | 2         | 1 maja 2002(dts)          | 0     | Cologne, Germany                 | House show                                  | |
| 133 | Goldust              | 9         | 1 maja 2002(dts)          | 0     | Cologne, Germany                 | House show                                  | |
| 134 | Steven Richards      | 3         | 1 maja 2002(dts)          | 1     | Cologne, Germany                 | House show                                  | |
| 135 | Shawn Stasiak        | 1         | 2 maja 2002(dts)          | 0     | Glasgow, Scotland                | House show                                  | |
| 136 | Justin Credible      | 1         | 2 maja 2002(dts)          | 0     | Glasgow, Scotland                | House show                                  | |
| 137 | Crash Holly          | 15        | 2 maja 2002(dts)          | 0     | Glasgow, Scotland                | House show                                  | |
| 138 | Steven Richards      | 4         | 2 maja 2002(dts)          | 0     | Glasgow, Scotland                | House show                                  | |
| 139 | Shawn Stasiak        | 2         | 2 maja 2002(dts)          | 0     | Glasgow, Scotland                | House show                                  | |
| 140 | Steven Richards      | 5         | 2 maja 2002(dts)          | 1     | Glasgow, Scotland                | House show                                  | |
| 141 | Crash Holly          | 16        | 3 maja 2002(dts)          | 0     | Birmingham, England              | House show                                  | |
| 142 | Steven Richards      | 6         | 3 maja 2002(dts)          | 1     | Birmingham, England              | House show                                  | |
| 143 | Booker T             | 1         | 4 maja 2002(dts)          | 0     | London, England                  | Insurrextion                                | |
| 144 | Crash Holly          | 17        | 4 maja 2002(dts)          | 0     | London, England                  | Insurrextion                                | |
| 145 | Booker T             | 2         | 4 maja 2002(dts)          | 0     | London, England                  | Insurrextion                                | |
| 146 | Steven Richards      | 7         | 4 maja 2002(dts)          | 2     | London, England                  | Insurrextion                                | Nazwa tytułu została zmieniona na "WWE Hardcore Championship" 5 maja 2002, kiedy to WWF zmieniło nazwę federacji na World Wrestling Entertainment.                                                  |
| 147 | Bubba Ray Dudley     | 8         | 6 maja 2002(dts)          | 0     | Hartford, Connecticut            | Raw                                         | |
| 148 | Raven                | 18        | 6 maja 2002(dts)          | 0     | Hartford, Connecticut            | Raw                                         | |
| 149 | Justin Credible      | 2         | 6 maja 2002(dts)          | 0     | Hartford, Connecticut            | Raw                                         | |
| 150 | Crash Holly          | 18        | 6 maja 2002(dts)          | 0     | Hartford, Connecticut            | Raw                                         | |
| 151 | Trish Stratus        | 1         | 6 maja 2002(dts)          | 0     | Hartford, Connecticut            | Raw                                         | |
| 152 | Steven Richards      | 8         | 6 maja 2002(dts)          | 19    | Hartford, Connecticut            | Raw                                         | |
| 153 | Tommy Dreamer        | 3         | 25 maja 2002(dts)         | 0     | Winnipeg, Manitoba               | House show                                  | |
| 154 | Raven                | 19        | 25 maja 2002(dts)         | 0     | Winnipeg, Manitoba               | House show                                  | |
| 155 | Steven Richards      | 9         | 25 maja 2002(dts)         | 1     | Winnipeg, Manitoba               | House show                                  | |
| 156 | Tommy Dreamer        | 4         | 26 maja 2002(dts)         | 0     | Red Deer, Alberta                | House show                                  | |
| 157 | Raven                | 20        | 26 maja 2002(dts)         | 0     | Red Deer, Alberta                | House show                                  | |
| 158 | Steven Richards      | 10        | 26 maja 2002(dts)         | 1     | Red Deer, Alberta                | House show                                  | |
| 159 | Terri                | 1         | 27 maja 2002(dts)         | 0     | Edmonton, Alberta                | Raw                                         | Przypięła Richardsa podczas udzielania wywiadu. |
| 160 | Steven Richards      | 11        | 27 maja 2002(dts)         | 6     | Edmonton, Alberta                | Raw                                         | Richards od razu przypiął Terriego aby odzyskać tytuł. |
| 161 | Tommy Dreamer        | 5         | 2 czerwca 2002(dts)       | 0     | New Orleans, Louisiana           | House show                                  | |
| 162 | Raven                | 21        | 2 czerwca 2002(dts)       | 0     | New Orleans, Louisiana           | House show                                  | |
| 163 | Steven Richards      | 12        | 2 czerwca 2002(dts)       | 1     | New Orleans, Louisiana           | House show                                  | |
| 164 | Bradshaw             | 1         | 3 czerwca 2002(dts)       | 19    | Dallas, Texas                    | Raw                                         | |
| 165 | Raven                | 22        | 22 czerwca 2002(dts)      | 0     | Cincinnati, Ohio                 | House show                                  | |
| 166 | Spike Dudley         | 5         | 22 czerwca 2002(dts)      | 0     | Cincinnati, Ohio                 | House show                                  | |
| 167 | Shawn Stasiak        | 3         | 22 czerwca 2002(dts)      | 0     | Cincinnati, Ohio                 | House show                                  | |
| 168 | Bradshaw             | 2         | 22 czerwca 2002(dts)      | 6     | Cincinnati, Ohio                 | House show                                  | |
| 169 | Shawn Stasiak        | 4         | 28 czerwca 2002(dts)      | 0     | Washington, D.C.                 | House show                                  | |
| 170 | Spike Dudley         | 6         | 28 czerwca 2002(dts)      | 0     | Washington, D.C.                 | House show                                  | |
| 171 | Steven Richards      | 13        | 28 czerwca 2002(dts)      | 0     | Washington, D.C.                 | House show                                  | |
| 172 | Bradshaw             | 3         | 28 czerwca 2002(dts)      | 1     | Washington, D.C.                 | House show                                  | |
| 173 | Shawn Stasiak        | 5         | 29 czerwca 2002(dts)      | 0     | New York City, New York          | House show                                  | |
| 174 | Spike Dudley         | 7         | 29 czerwca 2002(dts)      | 0     | New York City, New York          | House show                                  | |
| 175 | Steven Richards      | 14        | 29 czerwca 2002(dts)      | 0     | New York City, New York          | House show                                  | |
| 176 | Bradshaw             | 4         | 29 czerwca 2002(dts)      | 1     | New York City, New York          | House show                                  | |
| 177 | Raven                | 23        | 30 czerwca 2002(dts)      | 0     | Uncasville, Connecticut          | House show                                  | |
| 178 | Crash Holly          | 19        | 30 czerwca 2002(dts)      | 0     | Uncasville, Connecticut          | House show                                  | |
| 179 | Steven Richards      | 15        | 30 czerwca 2002(dts)      | 0     | Uncasville, Connecticut          | House show                                  | |
| 180 | Bradshaw             | 5         | 30 czerwca 2002(dts)      | 6     | Uncasville, Connecticut          | House show                                  | |
| 181 | Steven Richards      | 16        | 6 lipca 2002(dts)         | 0     | Frederick, Maryland              | House show                                  | |
| 182 | Crash Holly          | 20        | 6 lipca 2002(dts)         | 0     | Frederick, Maryland              | House show                                  | |
| 183 | Christopher Nowinski | 1         | 6 lipca 2002(dts)         | 0     | Frederick, Maryland              | House show                                  | |
| 184 | Bradshaw             | 6         | 6 lipca 2002(dts)         | 1     | Frederick, Maryland              | House show                                  | |
| 185 | Steven Richards      | 17        | 7 lipca 2002(dts)         | 0     | Wildwood, New Jersey             | House show                                  | |
| 186 | Crash Holly          | 21        | 7 lipca 2002(dts)         | 0     | Wildwood, New Jersey             | House show                                  | |
| 187 | Christopher Nowinski | 2         | 7 lipca 2002(dts)         | 0     | Wildwood, New Jersey             | House show                                  | |
| 188 | Bradshaw             | 7         | 7 lipca 2002(dts)         | 5     | Wildwood, New Jersey             | House show                                  | |
| 189 | Justin Credible      | 3         | 12 lipca 2002(dts)        | 0     | Lakeland, Florida                | House show                                  | |
| 190 | Spike Dudley         | 8         | 12 lipca 2002(dts)        | 0     | Lakeland, Florida                | House show                                  | |
| 191 | Big Show             | 3         | 12 lipca 2002(dts)        | 0     | Lakeland, Florida                | House show                                  | |
| 192 | Bradshaw             | 8         | 12 lipca 2002(dts)        | 1     | Lakeland, Florida                | House show                                  | |
| 193 | Justin Credible      | 4         | 13 lipca 2002(dts)        | 0     | Daytona Beach, Florida           | House show                                  | |
| 194 | Shawn Stasiak        | 6         | 13 lipca 2002(dts)        | 0     | Daytona Beach, Florida           | House show                                  | |
| 195 | Bradshaw             | 9         | 13 lipca 2002(dts)        | 1     | Daytona Beach, Florida           | House show                                  | |
| 196 | Justin Credible      | 5         | 14 lipca 2002(dts)        | 0     | Bethlehem, Pennsylvania          | House show                                  | |
| 197 | Shawn Stasiak        | 7         | 14 lipca 2002(dts)        | 0     | Bethlehem, Pennsylvania          | House show                                  | |
| 198 | Bradshaw             | 10        | 14 lipca 2002(dts)        | 1     | Bethlehem, Pennsylvania          | House show                                  | |
| 199 | Johnny Stamboli      | 1         | 15 lipca 2002(dts)        | 0     | East Rutherford, New Jersey      | Raw                                         | Przypiął Bradshawa podczas obrony przeciwko Christopherowi Nowinski'emu. |
| 200 | Bradshaw             | 11        | 15 lipca 2002(dts)        | 7     | East Rutherford, New Jersey      | Raw                                         | Przypiął Johnny’ego Stamboliego na backstage’u, zmieniając nazwę tytułu na WWE Texas Hardcore Championship podczas panowania.                                                                       |
| 201 | Johnny Stamboli      | 2         | 22 lipca 2002(dts)        | 0     | Grand Rapids, Michigan           | Raw                                         | |
| 202 | Bradshaw             | 12        | 22 lipca 2002(dts)        | 4     | Grand Rapids, Michigan           | Raw                                         | |
| 203 | Raven                | 24        | 26 lipca 2002(dts)        | 0     | Houston, Texas                   | House show                                  | |
| 204 | Justin Credible      | 6         | 26 lipca 2002(dts)        | 0     | Houston, Texas                   | House show                                  | |
| 205 | Shawn Stasiak        | 8         | 26 lipca 2002(dts)        | 0     | Houston, Texas                   | House show                                  | |
| 206 | Bradshaw             | 13        | 26 lipca 2002(dts)        | 1     | Houston, Texas                   | House show                                  | |
| 207 | Raven                | 25        | 27 lipca 2002(dts)        | 0     | San Antonio, Texas               | House show                                  | |
| 208 | Justin Credible      | 7         | 27 lipca 2002(dts)        | 0     | San Antonio, Texas               | House show                                  | |
| 209 | Shawn Stasiak        | 9         | 27 lipca 2002(dts)        | 0     | San Antonio, Texas               | House show                                  | |
| 210 | Bradshaw             | 14        | 27 lipca 2002(dts)        | 1     | San Antonio, Texas               | House show                                  | |
| 211 | Raven                | 26        | 28 lipca 2002(dts)        | 0     | Columbia, South Carolina         | House show                                  | |
| 212 | Justin Credible      | 8         | 28 lipca 2002(dts)        | 0     | Columbia, South Carolina         | House show                                  | |
| 213 | Shawn Stasiak        | 10        | 28 lipca 2002(dts)        | 0     | Columbia, South Carolina         | House show                                  | |
| 214 | Bradshaw             | 15        | 28 lipca 2002(dts)        | 1     | Columbia, South Carolina         | House show                                  | |
| 215 | Jeff Hardy           | 3         | 29 lipca 2002(dts)        | 0     | Greensboro, North Carolina       | Raw                                         | |
| 216 | Johnny Stamboli      | 3         | 29 lipca 2002(dts)        | 0     | Greensboro, North Carolina       | Raw                                         | |
| 217 | Tommy Dreamer        | 6         | 29 lipca 2002(dts)        | 5     | Greensboro, North Carolina       | Raw                                         | |
| 218 | Bradshaw             | 16        | 3 sierpnia 2002(dts)      | 0     | Miami, Florida                   | House show                                  | |
| 219 | Tommy Dreamer        | 7         | 3 sierpnia 2002(dts)      | 1     | Miami, Florida                   | House show                                  | |
| 220 | Bradshaw             | 17        | 4 sierpnia 2002(dts)      | 0     | Pittsburgh, Pennsylvania         | House show                                  | |
| 221 | Tommy Dreamer        | 8         | 4 sierpnia 2002(dts)      | 5     | Pittsburgh, Pennsylvania         | House show                                  | |
| 222 | Shawn Stasiak        | 11        | 9 sierpnia 2002(dts)      | 0     | Kelowna, British Columbia        | House show                                  | |
| 223 | Steven Richards      | 18        | 9 sierpnia 2002(dts)      | 0     | Kelowna, British Columbia        | House show                                  | |
| 224 | Tommy Dreamer        | 9         | 9 sierpnia 2002(dts)      | 1     | Kelowna, British Columbia        | House show                                  | |
| 225 | Shawn Stasiak        | 12        | 10 sierpnia 2002(dts)     | 0     | Kamloops, British Columbia       | House show                                  | |
| 226 | Steven Richards      | 19        | 10 sierpnia 2002(dts)     | 0     | Kamloops, British Columbia       | House show                                  | |
| 227 | Tommy Dreamer        | 10        | 10 sierpnia 2002(dts)     | 1     | Kamloops, British Columbia       | House show                                  | |
| 228 | Shawn Stasiak        | 13        | 11 sierpnia 2002(dts)     | 0     | Vancouver, British Columbia      | House show                                  | |
| 229 | Steven Richards      | 20        | 11 sierpnia 2002(dts)     | 0     | Vancouver, British Columbia      | House show                                  | |
| 230 | Tommy Dreamer        | 11        | 11 sierpnia 2002(dts)     | 6     | Vancouver, British Columbia      | House show                                  | |
| 231 | Raven                | 27        | 17 sierpnia 2002(dts)     | 0     | Terre Haute, Indiana             | House show                                  | |
| 232 | Shawn Stasiak        | 14        | 17 sierpnia 2002(dts)     | 0     | Terre Haute, Indiana             | House show                                  | |
| 233 | Tommy Dreamer        | 12        | 17 sierpnia 2002(dts)     | 1     | Terre Haute, Indiana             | House show                                  | |
| 234 | Shawn Stasiak        | 15        | 18 sierpnia 2002(dts)     | 0     | Evansville, Indiana              | House show                                  | |
| 235 | Steven Richards      | 21        | 18 sierpnia 2002(dts)     | 0     | Evansville, Indiana              | House show                                  | |
| 236 | Tommy Dreamer        | 13        | 18 sierpnia 2002(dts)     | 1     | Evansville, Indiana              | House show                                  | |
| 237 | Bradshaw             | 18        | 19 sierpnia 2002(dts)     | 0     | Norfolk, Virginia                | Raw                                         | Wygrał podczas hardcore battle royalu. |
| 238 | Crash Holly          | 22        | 19 sierpnia 2002(dts)     | 0     | Norfolk, Virginia                | Raw                                         | Wygrał podczas hardcore battle royalu. |
| 239 | Tommy Dreamer        | 14        | 19 sierpnia 2002(dts)     | 7     | Norfolk, Virginia                | Raw                                         | Wygrał podczas hardcore battle royalu. Zasada 24/7 została zdezaktywowana 19 sierpnia 2002. |
| 240 | Rob Van Dam          | 4         | 26 sierpnia 2002(dts)     | 0     | New York City, New York          | Raw                                         | |
| —   | Zdezaktywowany       | —         | 26 sierpnia 2002(dts)     |       |                                  |                                             | Tytuł został zunifikowany z WWE Intercontinental Championship. |

## Łączna ilość posiadań

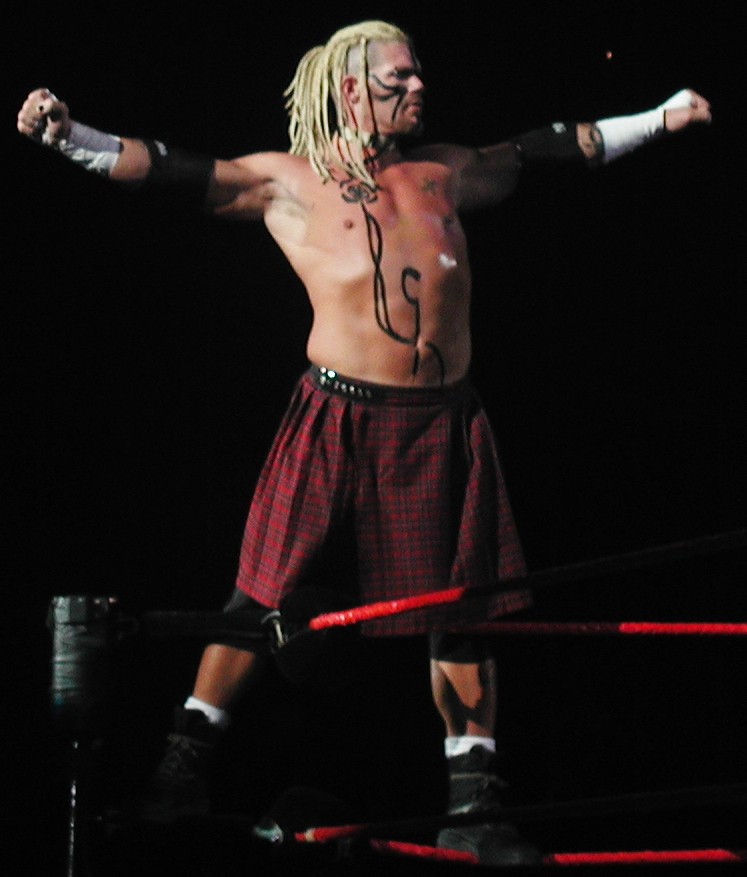
Raven, rekordowy 27-krotny Hardcore Champion.

| <1 | Oznacza, że panowania łącznie trwały mniej niż jeden dzień.                              |
| ¤  | Dokładny czas panowanie nie jest znany, więc używa się najmniejszej możliwej liczby dni. |

| Miejsce | Mistrz               | Ilość panowań | Łączna ilość dni |
| ------- | -------------------- | ------------- | ---------------- |
| 1       | Steve Blackman       | 6             | 172              |
| 2       | Big Boss Man         | 4             | 154              |
| 3       | Rob Van Dam          | 4             | 134              |
| 4       | Al Snow              | 6             | 129              |
| 5       | Crash Holly          | 22            | 108              |
| 6       | Raven                | 27            | 94               |
| 7       | The Undertaker       | 1             | 58               |
| 7       | Hardcore Holly       | 6             | 58               |
| 9       | Bradshaw             | 18            | 56               |
| 10      | Test                 | 2             | 49               |
| 10      | Rhyno                | 3             | 49               |
| 12      | Road Dogg            | 1             | 48¤              |
| 13      | Maven                | 3             | 35               |
| 13      | Steven Richards      | 21            | 35               |
| 15      | Big Show             | 3             | 29               |
| 16      | Mankind              | 1             | 28               |
| 16      | Tommy Dreamer        | 14            | 28               |
| 18      | Gerald Brisco        | 2             | 27               |
| 18      | Bubba Ray Dudley     | 8             | 27               |
| 20      | Jeff Hardy           | 3             | 18               |
| 21      | Kane                 | 1             | 16               |
| 22      | Mike Awesome         | 1             | 15               |
| 23      | Billy Gunn           | 2             | 13               |
| 23      | Goldust              | 9             | 13               |
| 25      | Shane McMahon        | 1             | 6                |
| 25      | Pat Patterson        | 1             | 6                |
| 27      | The British Bulldog  | 2             | 3                |
| 28      | Matt Hardy           | 1             | 1                |
| 28      | Tazz                 | 3             | 1                |
| 30      | Chris Jericho        | 1             | <1               |
| 30      | Christian            | 1             | <1               |
| 30      | Funaki               | 1             | <1               |
| 30      | Godfather's Ho       | 1             | <1               |
| 30      | The Hurricane        | 1             | <1               |
| 30      | Joey Abs             | 1             | <1               |
| 30      | Kurt Angle           | 1             | <1               |
| 30      | Mighty Molly         | 1             | <1               |
| 30      | Rodney               | 1             | <1               |
| 30      | Terri                | 1             | <1               |
| 30      | Thrasher             | 1             | <1               |
| 30      | Trish Stratus        | 1             | <1               |
| 30      | Viscera              | 1             | <1               |
| 30      | Booker T             | 2             | <1               |
| 30      | Christopher Nowinski | 2             | <1               |
| 30      | Johnny Stamboli      | 3             | <1               |
| 30      | K-Kwik               | 2             | <1               |
| 30      | Perry Saturn         | 2             | <1               |
| 30      | Pete Gas             | 2             | <1               |
| 30      | William Regal        | 5             | <1               |
| 30      | Spike Dudley         | 7             | <1               |
| 30      | Justin Credible      | 8             | <1               |
| 30      | Shawn Stasiak        | 15            | <1               |